# Ryszard Piątek
Ryszard Piątek (ur. 20 sierpnia 1948 w Zawadzie) – polski winogrodnik, ampelograf amator, twórca nowych odmian winorośli, właściciel prywatnej kolekcji ampelograficznej oraz szkółki winorośli w Zawadzie, propagator uprawy winnego krzewu w Polsce.

## Działalność winogrodnicza
Główną działalnością Ryszarda Piątka jest hodowla i kolekcjonowanie kultywarów winorośli. Swoje obserwacje i monitoring parametrów tych kultywarów prowadzi od lat siedemdziesiątych XX wieku. Zajmuje się ponadto selekcją nowych odmian winorośli. Jego pierwszą autorską odmianą, przystosowaną do warunków klimatycznych jakie panują w Małopolsce była 'Czekoladowa'. Jest twórcą kilkudziesięciu nowych mieszańców winorośli, głównie deserowych, przeznaczonych do uprawy pod osłonami (w szklarniach i tunelach foliowych), ale także i takich do uprawy w gruncie nie osłoniętym.
Najbardziej znanymi spośród nich są: 'Czekoladowa', 'Miodowa' i 'Małgorzatka'.
Kolekcja ampelograficzna
Ryszard Piątek w latach dziewięćdziesiątych ubiegłego stulecia założył największą w Polsce kolekcję ampelograficzną.
Kolekcja tetraploidalna
Ryszard Piątek jest również twórcą jedynej w Polsce kolekcji winorośli odmian tetraploidalnych. Obserwacje i monitoring tej kolekcji przyczyniły się do powstania nowych selekcji winorośli (szczególnie deserowych).